# Amoncourt
Amoncourt är en kommun i departementet Haute-Saône i regionen Bourgogne-Franche-Comté i östra Frankrike. Kommunen ligger i kantonen Port-sur-Saône som tillhör arrondissementet Vesoul. År 2022 hade Amoncourt 268 invånare.

## Befolkningsutveckling
Antalet invånare i kommunen Amoncourt
| Referens: INSEE |